# Karl-Heinz Tiemann
Karl-Heinz Tiemann (* 28. Juni 1940 in Peitschendorf, Kreis Sensburg; † 15. Dezember 2022 in Hamburg) war ein deutscher Agrarwissenschaftler.

## Leben
Karl-Heinz Tiemann wurde als Sohn von Marie Tiemann und Heinrich Tiemann, einem Gärtner, in Peitschendorf in Ostpreußen geboren. Im Jahr 1946 ist die Familie über Stettin nach Altenwerder geflüchtet, woher Heinrich Tiemann stammte. Von 1947 bis 1953 besuchte Karl-Heinz Tiemann die Volksschule Altenwerder. Danach ging er auf das Albrecht-Thaer-Gymnasium in Hamburg und machte 1961 sein Abitur. Ab 1961 studierte er an der Universität Hamburg Biologie. Im Juli 1968 erhielt er sein Diplom in Botanik und Zoologie und promovierte 1975 im Fach Biologie.
Im Oktober 1968 begann Tiemann als wissenschaftlicher Mitarbeiter an der Obstbauversuchsanstalt in Moorende zu arbeiten. Im Januar 1974 wurde er der Nachfolger von Ernst-Ludwig Loewel als Leiter der Obstbauversuchsanstalt.
Am 1. Juli 2005 ging Tiemann in Ruhestand, Karsten Klopp wurde sein Nachfolger.